# Marko Herajärvi
Marko Herajärvi, född 1983, är en finländsk bandymålvakt som spelar i Sajan-Chakassia i Ryska ligan. 
Inför säsongen 2007/2008 kom Marko till Bollnäs GIF som ersättare för Timo Oksanen som lånats ut till ryska Uralskij Trubnik. Marko är en liten målvakt, 167 cm lång och 65 kg tung. 
Han har två gånger fått pris som VM:s bäste målvakt.